# Good Charlotte Video Collection
Good Charlotte Video Collection – płyta DVD z zapisem wszystkich teledysków Good Charlotte do połowy 2003 r. Do każdej piosenki zamieszczony jest także komentarz. 

## Lista utworów
- Little Things
- The Motivation Proclamation
- Festival Song
- Lifestyles of the Rich and Famous
- The Anthem
- Girls and Boys
- The Young and the Hopeless